# Via Vittorio Emanuele II (Catania)
Via Vittorio Emanuele II è una delle strade più importanti di Catania. Si sviluppa attraverso il centro storico, dal mare partendo da piazza dei Martiri, alla parte ovest della città, finendo in piazza del Risorgimento.

## Caratteristiche
Lungo il percorso di via Vittorio Emanuele (già Strada Reale) si trovano numerosi luoghi e monumenti simbolo della storia di Catania, a testimonianza del crocevia di culture e dominazioni che, nel corso dei secoli, hanno interessato la città. All'esatta metà della sua estensione si incrocia con via Etnea e, quindi, con piazza Duomo, costituendo il setto stradale su cui si affaccia palazzo degli Elefanti. A est della piazza, ancora nei pressi della cattedrale, si trova la chiesa di Sant'Agata, uno splendido esempio del tardo barocco di Vaccarini, con l'annessa badia. Proseguendo verso il mare, ci si imbatte in piazza San Placido, in cui sorgono l'omonima chiesa tardo barocca di San Placido - opera di Stefano Ittar nel 1769 - e, in prossimità, il prestigioso palazzo Biscari; il lungo protrarsi dei lavori negli anni successivi al terremoto del 1693 (fino al 1763) ci dà oggi modo di apprezzarne la varietà di stili architettonici.

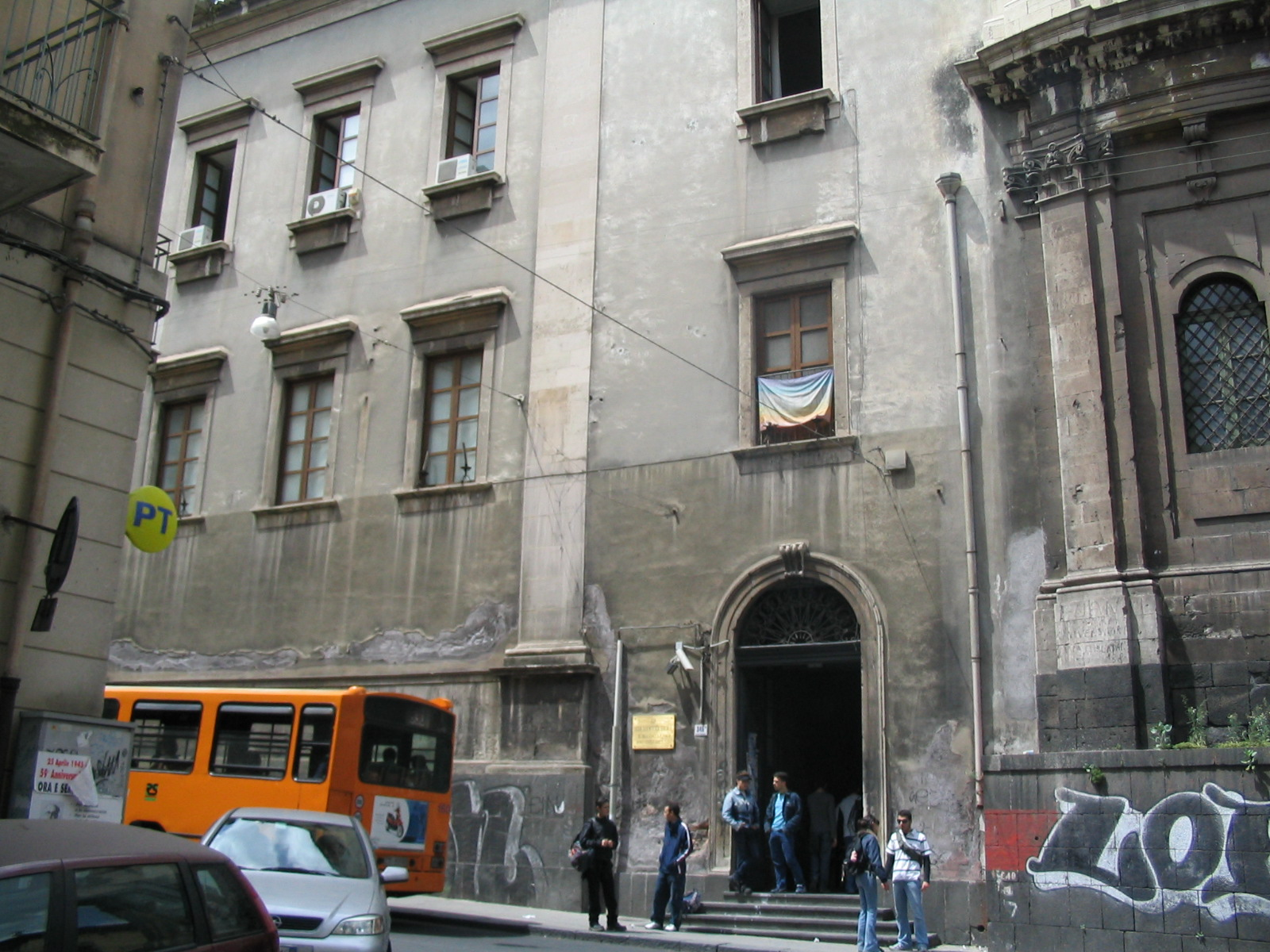
Ingresso del liceo "Boggio Lera".

Poco distante, ai piani inferiori del palazzo Bonajuto, si trova la cappella Bonajuto, d'epoca bizantina (VI-IX sec.) e di struttura molto simile alla cuba. Il convitto Cutelli, progettato da Francesco Battaglia e Gian Battista Vaccarini su commissione di Mario Cutelli, è un nuovo esempio di grande architettura settecentesca (1761). I due si occupano, nel 1776, anche della realizzazione del monumentale palazzo Reburdone, oggi sede (insieme a palazzo Pedagaggi) della facoltà di scienze politiche dell'Università degli Studi di Catania, a poca distanza dal convitto e dalla omonima piazza Cutelli. Nei pressi, Vaccarini realizzò anche palazzo Valle e palazzo Serravalle.
A ovest di piazza Duomo, invece, lo scenografico scorcio di piazza San Francesco, con il Museo belliniano, la chiesa di Santa Maria Immacolata e la statua del cardinale Dusmet, introduce la storica via Crociferi. Risalendo ancora, ci si imbatte in due testimonianze della Catania romana: il teatro romano e l'Odeon, questo semicircolare e probabilmente destinato alle prove per gli spettacoli dell'adiacente teatro. Più avanti, alle spalle del grande complesso monastico dei Benedettini, si trova il monastero della Santissima Trinità, oggi sede del liceo scientifico "Boggio Lera".